# Psychotria marauensis
Psychotria marauensis är en måreväxtart som beskrevs av Francis Raymond Fosberg och Florence. Psychotria marauensis ingår i släktet Psychotria och familjen måreväxter. Inga underarter finns listade i Catalogue of Life.